# روجر سبيري
روجر سبيري (بالإنجليزية: Roger Wolcott Sperry) هو عالم أعصاب وعالم نفس عصبي أمريكي (20 أغسطس 1913 - 17 أبريل 1994) حاز على جائزة نوبل في الطب عام 1981 مشاركتاً مع تورستن فيزل وديفيد هوبل. لعمله في مجال بحث انقسام الدماغ.

## نصفى المخ
نتيجة ابحاثه قد حدد روجر سببيري وظيفة كل نص من انصاف المخ البشرى، فالمخ البشرى فصين واحد يمين والاخر يسار
ولكل نصف وظائفه الخاصة فالنصف الأيمن يختص بالتعميم والروحانيات والنصف الايسر خاص بالتحديدات والتحليلات
وقد نال نوبل عن نظريته نصفى المخ

## روابط خارجية
- روجر سبيري على موقع الموسوعة البريطانية (الإنجليزية)
- روجر سبيري على موقع مونزينجر (الألمانية)
- روجر سبيري على موقع ميوزك برينز (الإنجليزية)
- روجر سبيري على موقع إن إن دي بي (الإنجليزية)